# Пятково (Можайский район)
Пятково — деревня в Можайском районе Московской области, в составе Сельского поселения Борисовское. Численность постоянного населения по Всероссийской переписи 2010 года — 1 человек. До 2006 года Пятково входило в состав Борисовского сельского округа.
Деревня расположена в южной части района, примерно в 7 км к югу от Можайска, на правом берегу реки Мжут, высота центра над уровнем моря 190 м. Ближайшие населённые пункты — Лыткино на противоположном берегу реки, Денежниково на запад и Борисово на юго-востоке.